# Otiothops iguazu
Otiothops iguazu là một loài nhện trong họ Palpimanidae. Loài này được phát hiện ở Argentinië.